# اریکا ماهرینگر
اریکا ماهرینگر (آلمانی: Erika Mahringer؛ ۱۶ نوامبر ۱۹۲۴ – ۳۰ اکتبر ۲۰۱۸) اسکی‌باز آلپاین اهل اتریش بود.